# Аслут
Аслу́т (чув. Туçырма) — река в России, протекает в Канашском районе Чувашской Республики. Левый приток реки Малый Цивиль.

## География
Река Аслут берёт начало у деревни Яшкильдино. Течёт на восток вблизи населённых пунктов Шоркасы, Кошноруй, Дальние Сормы и около деревни Шигали впадает в Малый Цивиль. Устье реки находится в 46 км по левому берегу реки Малый Цивиль. Длина реки составляет 11 км, площадь водосборного бассейна — 53,4 км². Приток — река Плешлемаш.

## Данные водного реестра
По данным государственного водного реестра России относится к Верхневолжскому бассейновому округу, водохозяйственный участок реки — Цивиль от истока и до устья, речной подбассейн реки — Волга от впадения Оки до Куйбышевского водохранилища (без бассейна Суры). Речной бассейн реки — (Верхняя) Волга до Куйбышевского водохранилища (без бассейна Оки).
Код объекта в государственном водном реестре — 08010400412112100000438.